# 1998-as MTV Video Music Awards
Az 1998-as MTV Video Music Awards díjátadója 1998. szeptember 10-én került megrendezésre, és az előző év legjobb klipjeit díjazta. Az est házigazdája Ben Stiller volt. A díjakat a Los Angeles-i Gibson Amphitheatre-ben adták át.
Az est legtöbbször díjazott előadója Madonna volt, ő hat díjjal távozhatott: öttel a Ray of Light-ért, egyet pedig a Frozenért. Két díjat kapott az Aerosmith, Will Smith és a The Prodigy, a többi díjazott csak egy-egy kategóriában győzedelmeskedett.

## Jelöltek
A győztesek félkövérrel vannak jelölve.

### Az év videója
Madonna — Ray of Light
- Brandy és Monica — The Boy Is Mine
- Puff Daddy and the Family (közreműködik a The LOX, a Lil' Kim, a The Notorious B.I.G. és a Fuzzbubble) — It's All About the Benjamins (rock remix)
- Will Smith — Gettin' Jiggy wit It
- The Verve — Bitter Sweet Symphony

### Legjobb férfi videó
Will Smith — Just the Two of Us
- David Bowie (közreműködik Trent Reznor) — I'm Afraid of Americans
- Busta Rhymes — Put Your Hands Where My Eyes Could See
- Eric Clapton — My Father's Eyes
- Brian McKnight — Anytime

### Legjobb női videó
Madonna — Ray of Light
- Fiona Apple — Criminal
- Mariah Carey (közreműködik Puff Daddy és a Family) — Honey
- Natalie Imbruglia — Torn
- Shania Twain — You're Still the One

### Legjobb csapatvideó
Backstreet Boys — Everybody (Backstreet's Back)
- Garbage — Push It
- Matchbox 20 — 3 A.M.
- Radiohead — Karma Police
- The Verve — Bitter Sweet Symphony

### Legjobb új előadó egy videóban
Natalie Imbruglia — Torn
- Cherry Poppin' Daddies — Zoot Suit Riot
- Chumbawamba — Tubthumping
- Fastball — The Way
- Mase — Feel So Good

### Legjobb rock videó
Aerosmith — Pink
- Dave Matthews Band — Don't Drink the Water
- Foo Fighters — Everlong
- Metallica — The Unforgiven II

### Legjobb R&B videó
Wyclef Jean — Gone till November
- Brandy és Monica— The Boy Is Mine
- K-Ci & JoJo — All My Life
- Usher — You Make Me Wanna...

### Legjobb rap videó
Will Smith — Gettin' Jiggy wit It
- Busta Rhymes — Put Your Hands Where My Eyes Could See
- Master P (közreműködik Fiend, Silkk the Shocker, Mia X és Mystikal) — Make 'Em Say Uhh!
- The Notorious B.I.G. (közreműködik Puff Daddy és Mase) — Mo Money Mo Problems
- Pras (közreműködik Ol’ Dirty Bastard és Mýa) — Ghetto Supastar (That Is What You Are)

### Legjobb dance videó
The Prodigy — Smack My Bitch Up
- Backstreet Boys — Everybody (Backstreet's Back)
- Janet Jackson — Together Again
- Madonna — Ray of Light
- Will Smith — Gettin' Jiggy wit It

### Legjobb alternatív zenei videó
Green Day — Good Riddance (Time of Your Life)
- Ben Folds Five — Brick
- Garbage — Push It
- Radiohead — Karma Police
- The Verve — Bitter Sweet Symphony

### Legjobb filmből összevágott videó
Aerosmith — I Don't Want to Miss a Thing (az Armageddon filmből)
- Beck — Deadweight (az Az élet sója filmből)
- Céline Dion — My Heart Will Go On (a Titanic filmből)
- The Goo Goo Dolls — Iris (az Angyalok városa filmből)
- Pras (közreműködik Ol’ Dirty Bastard és Mýa) — Ghetto Supastar (That Is What You Are) (a Bulworth - Nyomd a sódert! filmből)
- Puff Daddy (közreműködik Jimmy Page) — Come with Me (a Godzilla filmből)

### Legnagyobb áttörés
The Prodigy — Smack My Bitch Up
- Busta Rhymes — Put Your Hands Where My Eyes Could See
- Garbage — Push It
- Sean Lennon — Home
- Madonna — Ray of Light
- Roni Size/Reprazent — Brown Paper Bag

### Legjobb rendezés
Madonna — Ray of Light (Rendező: Jonas Åkerlund)
- Garbage — Push It (Rendező: Andrea Giacobbe)
- Wyclef Jean — Gone Till November (Rendező: Francis Lawrence)
- The Prodigy — Smack My Bitch Up (Rendező: Jonas Åkerlund)
- Radiohead — Karma Police (Rendező: Jonathan Glazer)

### Legjobb koreográfia
Madonna — Ray of Light (Koreográfus: Madonna)
- Busta Rhymes — Put Your Hands Where My Eyes Could See (Koreográfus: Fatima Robinson)
- Wyclef Jean — We Trying to Stay Alive (Koreográfus: Henry és Crazy Legs)
- Will Smith — Gettin' Jiggy wit It (Koreográfus: Stretch)

### Legjobb speciális effektek
Madonna — Frozen (Speciális effektek: Steve Murgatroyd, Dan Williams, Steve Hiam és Anthony Walsham)
- Aerosmith — Pink (Speciális effektek: Kevin Yagher)
- Aphex Twin — Come to Daddy (Speciális effektek: Chris Cunningham)
- Foo Fighters — Everlong (Speciális effektek: Paul Sokol és Chris W.)
- Garbage — Push It (Speciális effektek: Sebasten Caudron)

### Legjobb művészi rendezés
Björk — Bachelorette (Művészi rendezés: Donovan Davidson)
- Death in Vegas — Dirt (Művészi rendezés: Andrea Giacobbe)
- Foo Fighters — Everlong (Művészi rendezés: Bill Lakoss)
- Garbage — Push It (Művészi rendezés: Virginia Lee)

### Legjobb vágás
Madonna — Ray of Light (Vágó: Jonas Åkerlund)
- Aerosmith — I Don't Want to Miss a Thing (Vágó: Chris Hafner)
- Garbage — Push It (Vágó: Sylvain Connat)
- The Prodigy — Smack My Bitch Up (Vágó: Jonas Åkerlund)

### Legjobb operatőr
Fiona Apple — Criminal (Operatőr: Harris Savides)
- Garbage — Push It (Operatőr: Max Malkin)
- Madonna — Ray of Light (Operatőr: Henrik Halvarsson)
- Dave Matthews Band — Don't Drink the Water (Operatőr: Dean Karr)
- Radiohead — Karma Police (Operatőr: Stephen Keith-Roach)

### Közönségdíj
Puff Daddy and the Family (közreműködik The LOX, Lil' Kim,
The Notorious B.I.G. és Fuzzbubble) — It's All about the Benjamins (rock remix)
- Céline Dion — My Heart Will Go On
- Green Day — Good Riddance (Time of Your Life)
- Matchbox 20 — 3 A.M.
- Will Smith — Ghetto Supastar (That Is What You Are)

### Nemzetközi közönségdíj

#### MTV Asia
Chrisye — Kala Cinta Menggoda
- H.O.T. — Future
- Innuendo — Belaian Jiwa
- Kulay — Shout
- Nicole Theriault — Kapolo

#### MTV Australia
Kylie Minogue — Did It Again
- Grinspoon — Just Ace
- Natalie Imbruglia — Torn
- Robyn Loau — Sick with Love
- Regurgitator  — Black Bugs
- Screamfeeder — Hi C's
- Silverchair — Cemetery

#### MTV Brasil
Racionais MC's — Diário de um Detento
- Fernanda Abreu — Jack Soul Brasileiro
- Barão Vermelho — Puro Êxtase
- Biquini Cavadão — Janaína
- Charlie Brown Jr. — Proibida pra Mim
- Cidade Negra — Realidade Virtual
- Claudinho e Buchecha — Quero te Encontrar
- Daúde — Pata Pata
- Engenheiros do Hawaii — A Montanha
- Gabriel o Pensador — Cachimbo da Paz
- Ira! — Eu Não Sei (Can't Explain)
- Jota Quest — Onibusfobia
- Maskavo Roots — Djorous
- Os Paralamas do Sucesso — Ela Disse Adeus
- Pato Fu — Antes Que Seja Tarde
- Planet Hemp — Adoled (The Ocean)
- Raimundos — Andar na Pedra
- O Rappa — Vapor Barato
- Lulu Santos — Hyperconectividade
- Soulfly — Bleed

#### MTV India
Lata Mangeshkar és Udit Narayan — Dil To Pagal Hai
- Abhijeet — Main Koi Aisa Geet
- Asha Bhosle — Janam Samjha Karo
- Kamaal Khan — O Oh Jaane Jana
- A. R. Rahman — Maa Tujhe Salaam

#### MTV Japan
hide és Spread Beaver — Pink Spider
- Blankey Jet City — Akai Tanbarin
- Luna Sea — Storm
- Puffy — Ai no Shirushi
- Shikao Suga — Story

#### MTV Latin America (North)
Molotov — Gimme Tha Power
- Aterciopelados — Cosita Seria
- Illya Kuryaki and the Valderramas — Jugo
- La Ley — Fotofobia
- Plastilina Mosh — Mr. P. Mosh

#### MTV Latin America (South)
Molotov — Gimme Tha Power
- Andrés Calamaro — Loco
- Los Fabulosos Cadillacs — Calaveras y Diablitos
- Illya Kuryaki and the Valderramas — Jugo
- Turf — Casanova

#### MTV Mandarin
Coco Lee — Di Da Di
- Black Biscuits — Stamina
- Karen Mok — He Doesn't Love Me
- Na Ying — Conquer
- Power Station — Cruel Love Letter
- David Tao — Beside the Airport

### Életmű-díj
Beastie Boys

## Fellépők

### Elő-show
- Barenaked Ladies — One Week/Medley

### Fő show
- Madonna (közreműködik Lenny Kravitz) — Shanti/Ashtangi/Ray of Light (song)|Ray of Light
- Pras (közreműködik Ol’ Dirty Bastard, Mýa, Wyclef Jean és Canibus) — Gone Till November/Ghetto Supastar (That Is What You Are)
- Hole — Celebrity Skin (egy részlettel a R.E.M. Pretty Persuasion-jéből)
- Master P (közreműködik Silkk Tha Shocker, Mystikal és Mia X) — Make 'Em Say Uhh!
- Backstreet Boys — Everybody (Backstreet's Back)
- Beastie Boys — 3 MCs and 1 DJ/Intergalactic
- Brandy és Monica — The Boy Is Mine
- Dave Matthews Band — Stay (Wasting Time)
- Marilyn Manson — The Dope Show
- Brian Setzer Orchestra — Jump Jive an' Wail

## Résztvevők
- Andy Dick és a Backstreet Boys — a nyitóbejátszásban tűntek fel
- Jerry Stiller — a nyitóbeszéd alatt tűnt fel
- Whitney Houston és Mariah Carey — átadták a Legjobb férfi videó díjat
- Rupert Everett és Salma Hayek — átadták a Legjobb csapatvideó díjat
- Tyra Banks — bejelentette Prast, Ol’ Dirty Bastardot, Mýát, Wyclef Jeant és Canibust
- Sarah Michelle Gellar és a Hanson — átadták a Legjobb új előadó díjat
- Rob Thomas — bejelentette a Hole együttest
- Chris Tucker és Jackie Chan — átadták a Legjobb filmből összevágott videó díjat
- Jada Pinkett Smith és Maxwell — átadták a Legjobb alternatív zenei videó díjat
- Shaquille O’Neal — bejelentette Master P-t
- Will Smith és Tatyana Ali — átadták a Legjobb női videó díjat
- Mark McGwire és Sammy Sosa — bejelentették a Backstreet Boys-t
- Jennifer Love Hewitt és Mase — átadták a Legjobb rendezés díjat
- Sarah McLachlan és Natalie Imbruglia — bejelentették a Nemzetközi közönségdíj díjazottait
- Tori Amos és Beck — átadták a Legjobb rap videó díjat
- Usher — bejelentette Brandyt és Monicát
- Steven Tyler, Joe Perry és David Spade — átadták a Közönségdíjat
- Chuck D — átadta az Életmű-díjat
- Matt Stone és Trey Parker — bejelentették a Dave Matthews Band-et
- Jennifer Lopez és Mark Wahlberg — átadták a Legjobb R&B videó díjat
- Lenny Kravitz és Gwen Stefani — átadták a Legjobb rock videó díjat
- Geri Halliwell — átadta az Év videója díjat
- Busta Rhymes és a Flipmode Squad — bejelentették a Brian Setzer Orchestra-t